# Mauro Canal
Mauro Canal (Bebedouro, 25 giugno 1986) è un giocatore di calcio a 5 brasiliano naturalizzato italiano.
Attualmente in forza al Manfredonia, detiene il record di titoli di primo livello vinti in Italia (25).

## Carriera

### Club
Canal approda nel dicembre 2003 al Cornedo con la cui maglia inizia a mettersi in mostra come promessa. Dopo quattro stagioni passa alla Luparense guidata da Jesús Velasco dove migliora le proprie doti tecniche e con cui domina nelle competizioni nazionali diventando uno dei giovani più forti dell'intero panorama del calcio a 5 italiano. Nel dicembre 2009 passa in prestito al Gruppo Fassina. Dopo aver vinto una Coppa Italia di Serie A2 ritorna alla Luparense nell'estate del 2010. Dopo quattro stagioni a San Martino di Lupari, nell'estate 2014 viene ceduto al Pescara in una complessa operazione di mercato che coinvolge anche Ricardo Caputo e Maurício. Con la formazione abruzzese vince immediatamente lo scudetto e nella stagione successiva, Coppe Italia e Supercoppa italiana. Al termine dell'incontro Pescara-Luparense del 25 marzo 2016 viene trovato positivo al controllo antidoping e quindi sospeso in via cautelare. Il riscontro evidenzia l'assunzione di Clostebol Metabolita, una sostanza anabolizzante steroidea. In attesa della sentenza definitiva, il giocatore ritorna a giocare, vincendo nuovamente sia la Coppa Italia sia la Supercoppa. Il 21 aprile 2017 il Tribunale Nazionale Antidoping infligge a Canal una squalifica di 4 anni, con scadenza il 20 febbraio 2021. In secondo grado la sentenza è tuttavia dimezzata: il calcettista potrà fare ritorno sui campi da gioco il 21 febbraio 2019.

### Nazionale
Canal possiede la cittadinanza italiana iure sanguinis in quanto i nonni erano originari di Grisignano di Zocco. Nel 2006 prende parte a uno stage con la nazionale italiana. Tuttavia, l'esordio con la maglia azzurra avviene solamente quattro anni più tardi, sotto la guida del commissario tecnico Roberto Menichelli. Canal disputa in seguito la Futsal Continental Cup 2014, nella quale mette a segno tre reti, contro Kuwait, Egitto e Argentina.

## Palmarès
- Campionato italiano: 8

Luparense: 2007-08, 2008-09, 2011-12, 2013-14
Pescara: 2014-15
Italservice: 2018-19, 2020-21, 2021-22
- Coppa Italia: 7

Luparense: 2007-08, 2012-13
Pescara: 2015-16, 2016-17
Italservice: 2020-21, 2021-22
Napoli: 2023-24
- Supercoppa italiana: 10 (record)

Luparense: 2007, 2008, 2009, 2012, 2013
Pescara: 2015, 2016
Italservice: 2019, 2021, 2022
- Coppa Italia di Serie A2: 1

Gruppo Fassina: 2009-10